# Кировский район (Южно-Казахстанская область)
Кировский район (каз. Киров ауданы, узб. Киров тумани) — единица административного деления Южно-Казахстанской (Чимкентской) области Казахской ССР (с 1991 — Республики Казахстан) и Сырдарьинской области Узбекской ССР, существовавшая в 1940—1997 годах.

## История
Кировский район был образован 29 июля 1940 года в составе Южно-Казахстанской области Казахской ССР. Центром района стало село Багара.
В мае 1944 года Амангельдинский, Калининский, Молотовский сельсоветы и Ильичевский поссовет были переданы в новый Ильичёвский район.
По данным 1951 года район включал 4 сельсовета: Джамбульский, Интернациональный, Кировский и Фрунзенский.
27 апреля 1956 года к Кировскому району был присоединён Кзыл-Кумский район.
9 июля 1962 года центр района был перенесён переименован в Кировское.
26 января 1963 года Кировский район был передан в состав Сырдарьинской области Узбекской ССР.
28 июня 1971 года Кировский район был передан в состав Чимкентской области Казахской ССР.
9 октября 1996 года Кировский район был переименован в Асыкатинский район.
24 апреля 1997 года Асыкатинский район был упразднён, а его территория передана в Мактааральский район.

## Население
| 1959   | 1970   | 1979   | 1989   |
| ------ | ------ | ------ | ------ |
| 49 536 | 48 637 | 53 437 | 61 233 |